# Вікові дуби (Ревне)
Вікові дуби — ботанічна пам'ятка природи місцевого значення в Україні. Розташована в межах Кіцманського району Чернівецької області, в селі Ревне. 
Площа 0,01 га. Перебуває у віданні Ревнянської загальноосвітньої школи. 
Статус надано з метою збереження двох дерев дуба черещатого віком бл. 120 років.

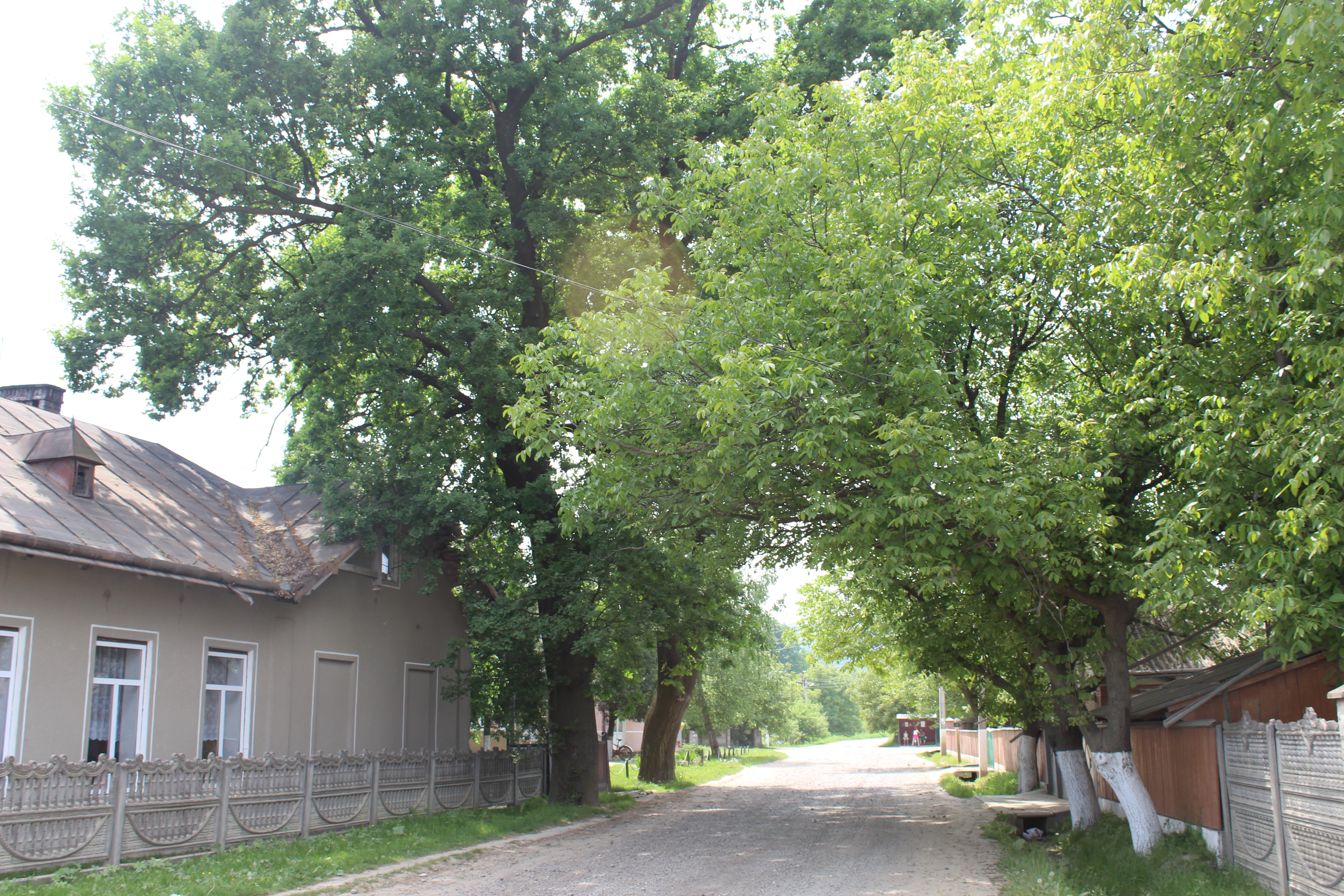
Вікові дуби в Ревно